# Pompilio María Pirrotti
San Pompilio Maria Pirrotti, Sch. P. nacido como Domenico Michele Giovan Battista Pirrotti (Montecalvo Irpino, 29 de septiembre de 1710- Campi Salentina, 15 de julio de 1766), fue un religioso italiano perteneciente a la Orden de las escuelas Pías (Escolapios o Pobres de la Madre de Dios). Es venerado como santo por la Iglesia católica.

## Biografía de San Pompilio
Era hijo del noble Girolamo Pirrotti y Orsola Bozzuti. 
El 30 de septiembre, fue bautizado en la Iglesia Colegiata de la Asunción de Montecalvo Irpino (Avellino, Diócesis de Benevento), y se le dio el nombre de Domenico Michele Giovan Battista Pirrotti.
A los dieciocho años ingresó en la Orden de las Escuelas Pías (Escolapios), fundada por San José de Calasanz en 1617, tomó el nombre de Pompilio Maria, en memoria de su hermano muerto en el seminario.
Maestro, sacerdote, predicador popular y de ejercicios espirituales, no siempre fue entendido por los superiores y la autoridad, se dirigió a las diversas regiones de Italia, escribiendo una amplia colección de cartas de dirección espiritual y confidencial.
El 2 de febrero de 1727, tomó el hábito religioso de los Escolapios en el Noviciado de San Maria Caravaggio en Nápoles y al final del primer año de noviciado, obtuvo una dispensa del segundo año de libertad condicional, el 25 de marzo de 1728, hizo la profesión solemne en Brindisi con los votos de pobreza, castidad, obediencia, y de educar a la juventud de acuerdo con la Regla de la Orden, cambiándose completamente el nombre en Pompilio María.
Desde Nápoles fue enviado a Chieti para continuar sus estudios en filosofía, pero cayó enfermo y a la esperanza que el cambio de clima lo beneficiaría, fue trasladado a Melfi (Potenza), donde continuó sus estudios con éxito sagrado y profano. En 1733, con la reputación de un teólogo y aún no de sacerdote, fue a Turi (Bari), dando inicio a la enseñanza de las letras y de educador de la juventud.
Regresó al Reino de Nápoles, fue asignado a la Casa de los Escolapios en Campi Salentino (Lecce), como Maestro Superior y de novicios. Durante la hambruna distribuye "fettoline de pan" para los pobres.
Propagador de la devoción al Sagrado Corazón de Jesús (él escribió la primera novena en Italia), la Eucaristía y la Virgen María, a quien llamó "Madre hermosa" difundió la práctica del Viacrucis. También se le llama el "mártir del confesionario". Pompilio murió el 15 de julio de 1766 en el municipio de Salento.